# なっとく防災広場
『なっとく防災広場』（なっとくぼうさいひろば）は、NHKラジオ第1で2013年4月7日から2015年3月29日まで放送されたラジオのミニ番組である。

## 番組概要
この番組では災害や防災の基礎知識やノウハウなどを紹介するもので、リスナーに防災への意識を強め、もし、災害が起きたときに被害を減らす、いわゆる「減災」に貢献することを目指すものである。

## 放送時間
- 本放送：日曜 19:55 - 20:00
- 再放送：土曜 5:48頃 - 5:53頃（『ラジオあさいちばん』内での放送）

## パーソナリティ
- 出山知樹[2]